# Новое (Дальнеконстантиновский район)
Но́вое — село в Дальнеконстантиновском районе Нижегородской области России. Входит в состав Дубравского сельсовета.

## История
Согласно современным представлениям о дорожной сети Нижегородского уезда XVI—XVII веков и по данным карты 1887 года (автор — профессор В. В. Докучаев), село расположено вдоль одного из двух основных трактов Нижегородской губернии — «волжского»: Нижний Новгород — берег Волги — Кстово — Шёлокша — Чернуха — Новое — Берсеменово — Гридино — Перевоз (при этом второй тракт («окский») вёл в Арзамас: Нижний Новгород — берег Оки — Щербинки — Вязовка — Борисово-Покровское — Богоявление — Румстиха — Рождественский Майдан…)
Кроме того, на карте конца XIX века обозначен православный храм в селе.

## География
Село находится в центральной части Нижегородской области, в зоне хвойно-широколиственных лесов, к востоку от автодороги 22К-0037, на расстоянии приблизительно 13 километров (по прямой) к северо-востоку от рабочего посёлка Дальнее Константиново, административного центра района. Абсолютная высота — 144 метра над уровнем моря.
Климат
Климат характеризуется как умеренно континентальный, с коротким умеренно тёплым летом и холодной продолжительной зимой. Среднегодовая температура — 3,6 °C. Средняя температура воздуха самого тёплого месяца (июля) — 19 °C (абсолютный максимум — 37 °C); самого холодного (января) — −12 °C (абсолютный минимум — −42 °C). Продолжительность безморозного периода составляет 142 дня. Среднегодовое количество атмосферных осадков составляет 550—600 мм, из которых две трети выпадает в тёплый период. Устойчивый снежный покров устанавливается в третьей декаде ноября и держится около 140—145 дней.
Часовой пояс
Село Новое, как и вся Нижегородская область, находится в часовой зоне МСК (московское время). Смещение применяемого времени относительно UTC составляет +3:00.

## Население
| 2002 | 2010 |
| ---- | ---- |
| 26   | ↘11  |

Национальный состав
Согласно результатам переписи 2002 года, в национальной структуре населения русские составляли 100 %.

## Известные уроженцы
- Александр Семёнович Рязанов (1898—1960[11]) — отец советского и российского кинорежиссёра, сценариста Э. А. Рязанова (1927—2015)[11].